# 劉正中
劉正中（？—？），名愷，字正中，以字行，號奉五，福建漳州府漳浦縣军籍。明朝政治人物。

## 生平
万历三十七年（1609年）己酉科顺天府乡试第三（经魁），四十一年（1613年）癸丑科進士，户部觀政，授刑部主事，负气节，曾置大珰马钦于法。

## 家族
曾祖劉汝茂，生员。祖父劉大成，以子劉霖贈文林郎監察御史。父刘文煌，赠承德郎刑部主事。伯父劉霖，號润苍，万历五年丁丑进士，历任山东道御史、河南副使、广东参政。